# Be (álbum de BTS)
Be (estilizado como BE) é o quinto álbum de estúdio (nono em geral) em coreano da boy band sul-coreana BTS, lançado em 20 de novembro de 2020 pela Big Hit Entertainment e Columbia Records, nove meses após o lançamento do Map of the Soul: 7. Composto durante o período da pandemia de COVID-19, Be trata-se da perspectiva dos membros do grupo durante o distanciamento social voluntário.
O álbum é um disco pop, abrangendo os gêneros hip hop, EDM, synth-pop, funk e R&B. Descrita pelo grupo como "uma carta de esperança", as letras falam sobre conforto, solidão, ansiedade, tristeza, esperança, conexão e alegria. Os críticos saudaram a melodia pop do álbum e a experimentação eclética de diversos estilos musicais, com muitos elogios a sua autenticidade e simplicidade. Alguns outros expressaram sentimentos mistos e acharam ele pouco inovador.
O álbum foi precedido pelo single "Dynamite", que marcou a primeira música número um do BTS na Billboard Hot 100. Em seguida, "Life Goes On", também estreou no topo do Hot 100, tornando-se o terceiro topo consecutivo do BTS nos Estados Unidos.
O álbum foi o quinto do BTS a estrear em primeiro lugar na Billboard 200, tornando-se do BTS o único grupo a conseguir esse feito desde os Beatles. Foi certificado em triplo milhão pela Korea Music Content Association (KMCA) e platina pela Recording Industry Association of Japan (RIAJ). BTS promoveu Be com performances no American Music Awards e programas de televisão, incluindo The Late Late Show with James Corden.

## Antecedentes
"A pandemia interrompeu inesperadamente nossos planos originais. No entanto, isso nos deu a oportunidade de dar um passo atrás e focar em nós mesmos, assim como em nossa música. Neste álbum, refletimos sobre as emoções que sentimos nesse período sem precedentes. Também fomos capazes de dar um passo adiante, assumindo funções na produção geral, como desenvolvimento do conceito, composição e design visual."— Jimin, Rolling Stone India
O BTS lançou seu quarto álbum em coreano Map of the Soul: 7 em fevereiro de 2020, para aclamação crítica e comercial. Em apoio ao álbum, a banda iria iniciar sua quarta turnê mundial, Map of the Soul Tour, em abril de 2020, que acabou sendo adiada devido à Pandemia de COVID-19. Em 17 de abril de 2020, RM confirmou que a banda estava trabalhando em um novo álbum durante uma transmissão ao vivo no YouTube. Ele insinuou que eles estariam compartilhando o processo de produção do próximo álbum através de vídeos subsequentes auto-documentado como parte de sua iniciativa "StayConnected" e "CarryOn" para interagir com os fãs durante a quarentena.
Em 24 de abril, Suga insinuou o álbum em outra transmissão: "Antes de começarmos, nós decidimos quem estava encarregado de quê. Quem supervisionaria tudo, quem supervisionaria o visual, quem supervisionaria a música—nós dividimos isso. Nós discutimos isso entre nós e tomamos a decisão". Durante um transmissão ao vivo no YouTube em 1º de maio, Jimin revelou que foi designado como gerente de projetos musicais e admitiu que o próximo álbum seria auto-produzido. Falando sobre seu papel, Jimin explicou: "Eu ainda não sei exatamente como vou proceder, mas eu estou trabalhando duro para poder ajudar. Como PM, o que eu posso fazer agora é perguntar aos membros como eles querem trabalhar, que história eles querem contar, quantas músicas eles querem fazer, que estilo de música, qual será a composição, quais membros serão adequados para o quê, e comunicar isto à gravadora".
Em 7 de maio, V, J-Hope e RM revelaram que o primeiro dos três havia sido designado como gerente de projeto visual e discutiram o conceito do álbum, as fotos e o estilo durante a transmissão. Em 16 de junho, Jimin revelou sobre as sessões de composição e gravação do álbum. Em 13 de agosto, Big Hit realizou um briefing corporativo onde a agência confirmou que o novo álbum da BTS seria lançado no quarto trimestre de 2020. Falando sobre o álbum em uma entrevista com Teen Vogue, a banda afirmou: "Um aumento da participação direta no processo de produção do álbum nos permitiu explorar mais aspectos de nossa música e criatividade. Como todos os membros estão envolvidos no álbum de alguma forma, há mais mudanças de última hora sendo feitas do que antes, o que leva a mais incertezas em torno da finalização da data de lançamento". De acordo com um comunicado de imprensa, o álbum "transmite uma mensagem de cura ao mundo ao declarar, 'Mesmo diante desta nova normalidade, nossa vida continua'", e "reflete os pensamentos, emoções e rumores mais profundos da BTS enquanto trabalhamos no álbum. Este novo projeto oferece uma experiência musical ainda mais rica, assim como a música mais 'BTS-ish' até agora".

## Lançamento e promoção

### Singles
Em 27 de setembro de 2020, a Big Hit publicou um teaser com o nome do álbum, também anunciando a data de lançamento. As pré-encomendas para a edição deluxe começaram no dia seguinte. Em 30 de outubro, o BTS anunciou o primeiro single do álbum, "Life Goes On".

## Lista de faixas
| Be – Edição Padrão |                                    |                                                                         |                                      |         |  |
| N.º                | Título                             | Compositor(es)                                                          | Produtor(es)                         | Duração |  |
| 1.                 | "Life Goes On"                     | Antonina Armato Chris James J-Hope Pdogg RM Ruuth Suga                  | Pdogg                                | 3:27    |  |
| 2.                 | "Fly to My Room"                   | Cosmo's Midnight J-Hope Joe Femi Griffith RM Suga                       | Cosmo's Midnight                     | 3:42    |  |
| 3.                 | "Blue & Grey"                      | Hiss Noise J-Hope Ji Soo Park Levi Metaphor RM Suga V                   | Ji Soo Park Levi V Hiss Noise        | 4:15    |  |
| 4.                 | "Skit"                             | J-Hope Jimin Jin Jung Kook RM Suga V                                    | RM Jin Suga J-Hope Jimin V Jung Kook | 3:00    |  |
| 5.                 | "Telepathy"                        | El Capitxn Hiss Noise Jung Kook RM Suga                                 | El Capitxn Hiss Noise                | 3:22    |  |
| 6.                 | "Dis-ease"                         | Ghstloop Ivan Jackson Rosenberg J-Hope Jimin Pdogg Randy Runyon RM Suga | Brasstracks                          | 4:00    |  |
| 7.                 | "Stay" (por RM, Jin, and Jungkook) | Arston Jin Jung Kook RM                                                 | Arston                               | 3:25    |  |
| 8.                 | "Dynamite"                         | David Stewart Jessica Agombar                                           | Stewart                              | 3:19    |  |
| Duração total:     | Duração total:                     | Duração total:                                                          | Duração total:                       | 28:30   |  |

## Histórico de lançamento
| País   | Data                   | Formato                       | Gravadora        | Ref.   |
| ------ | ---------------------- | ----------------------------- | ---------------- | ------ |
| Vários | 20 de novembro de 2020 | CD download digital streaming | Big Hit Columbia | [ 19 ] |

## Paradas
| Parada (2020–2022)                    | Posição de pico |
| ------------------------------------- | --------------- |
| Austrália (ARIA)                      | 2               |
| Áustria (Ö3 Austria Top 40)           | 4               |
| Bélgica (Ultratop Flandres)           | 3               |
| Bélgica (Ultratop Valônia)            | 1               |
| Canadá (Billboard)                    | 1               |
| Croatia International Albums (HDU)    | 6               |
| República Tcheca (ČNS IFPI)           | 5               |
| Dinamarca (Hitlisten)                 | 1               |
| Países Baixos (Dutch Charts)          | 2               |
| Finlândia (Suomen virallinen lista)   | 2               |
| França (SNEP)                         | 2               |
| Alemanha (Offizielle Deutsche Charts) | 4               |
| Greek Albums (IFPI)                   | 47              |
| Hungria (MAHASZ)                      | 4               |
| Icelandic Albums (Tónlist)            | 14              |
| Irlanda (Official Irish Albums)       | 1               |
| Italian Albums (FIMI)                 | 2               |
| Japanese Albums (Oricon)              | 1               |
| Japan Hot Albums (Billboard Japan)    | 1               |
| Lithuanian Albums (AGATA)             | 1               |
| New Zealand Albums (RMNZ)             | 1               |
| Noruega (VG-lista)                    | 1               |
| Polónia (ZPAV)                        | 1               |
| Portugal (AFP)                        | 1               |
| Escócia (Official Scottish Albums)    | 5               |
| South Korean Albums (Gaon)            | 1               |
| Spanish Albums (PROMUSICAE)           | 2               |
| Suécia (Sverigetopplistan)            | 3               |
| Suíça (Schweizer Hitparade)           | 2               |
| Reino Unido (Official Albums Chart)   | 2               |
| Estados Unidos (Billboard 200)        | 1               |
| Estados Unidos (Top World Albums)     | 1               |

| Chart (2020)               | Posição de pico |
| -------------------------- | --------------- |
| Japanese Albums (Oricon)   | 3               |
| South Korean Albums (Gaon) | 1               |

| Parada (2020)                      | Posição |
| ---------------------------------- | ------- |
| Belgian Albums (Ultratop Wallonia) | 127     |
| French Albums (SNEP)               | 142     |
| Hungarian Albums (MAHASZ)          | 56      |
| Italian Albums (FIMI)              | 96      |
| Japanese Albums (Oricon)           | 16      |
| Polish Albums (ZPAV)               | 43      |
| Portuguese Albums (AFP)            | 4       |
| South Korean Albums (Gaon)         | 2       |
| Spanish Albums (PROMUSICAE)        | 53      |
| Swiss Albums (Schweizer Hitparade) | 76      |
| Parada (2021)                      | Posição |
| Belgian Albums (Ultratop Flanders) | 90      |
| Belgian Albums (Ultratop Wallonia) | 134     |
| French Albums (SNEP)               | 124     |
| German Albums (Offizielle Top 100) | 72      |
| Hungarian Albums (MAHASZ)          | 56      |
| Japan Hot Albums (Billboard Japan) | 7       |
| Japanese Albums (Oricon)           | 11      |
| South Korean Albums (Gaon)         | 10      |
| Swiss Albums (Schweizer Hitparade) | 61      |
| US Billboard 200                   | 40      |